# آندروت
جزیره آندروت، یک جزیره کوچک مسکونی در قلمرو اتحادیه لاکشادویپ است، جزیره‌ای مرجانی در دریای عرب است. این جزیره در فاصله ۲٬۰۰۶ کیلومتری (۱٬۲۴۶ مایل) جنوب شهر دهلی قرار گرفته است.

## جغرافیا
جزیره آندروت نزدیکترین جزیره از تمام جزایر در گروه به سرزمین اصلی است. و همچنین بزرگترین جزیره است. این جزیره حدوداً در فاصله ۱۹۸ کیلومتری (۱۲۳ مایل) از کالیکوت و ۲۹۳ کیلومتری (۱۸۲ مایل) از کوچی قرار گرفته‌است. مساحت این جزیره ۴٫۹۸ کیلومتر مربع (۱٫۹۲ مایل مربع) و تنها جزیره این گروه است که جهت گیری غربی-شرقی دارد. مساحت این کولاب ۶٫۶ کیلومتر مربع (۲٫۵ مایل مربع) است.

## نگارخانه

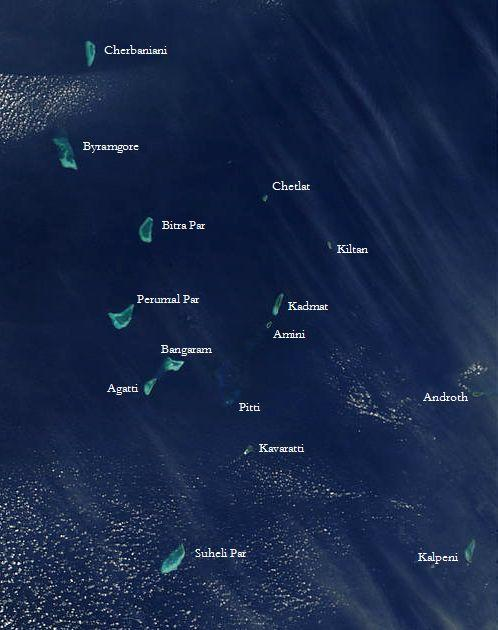
تصویر ماهواره‌ای نشان‌دهنده آب‌سنگ مرجانی لاکشادویپ به جز مینیکوی
نقشه